# Brzozówka (województwo wielkopolskie)
Brzozówka – wieś sołecka w Polsce położona w województwie wielkopolskim, w powiecie złotowskim, w gminie Okonek w pobliżu trasy linii kolejowej Szczecinek-Jastrowie-Piła.
W latach 1975–1998 miejscowość administracyjnie należała do województwa pilskiego.